# Fuck Christmas
Fuck Christmas – drugi singel zespołu Fear wydany w 1982 przez wytwórnię Slash Records. Jego zawartość została dołączona do reedycji CD albumu The Record. 

## Lista utworów
1. "*uck Christmas" (P. Cramer) – 0:44
2. "(Beep) Christmas" (P. Cramer) – 0:44

## Skład
- Lee Ving – wokal, gitara
- Philo Cramer – gitara
- Eric "Kitabu" Feldman – gitara basowa
- Spit Stix – perkusja

produkcja
- Pat Burnette – mastering